# 常陸丸 (初代)
常陸丸（ひたちまる）は日本郵船が所有し運航していた貨客船。日本で初めて建造された、6000トンを超える商船である。日露戦争時の、いわゆる「常陸丸事件」で沈没。

## 解説
日本郵船が欧州航路の開設を計画したのは日清戦争終結後の1896年（明治29年）のことであり、新造船の投入は初めから計画されていたものの、その整備完了には相当の日数を要したため当面は購入した外国船をもって航路を維持することとなった。欧州航路に投入される予定の船舶は、当初は4週に1回の配船として計画されていたため6隻の建造が計画されていたが、間もなく2週に1回の配船計画に改められたため、12隻の整備となった。こうして整備されたのが神奈川丸級貨客船6隻と若狭丸級貨客船6隻である。12隻のうち、10隻はグラスゴーの仲介業者を通じてイギリスの造船所で建造されることとなったが、神奈川級貨客船および若狭丸級貨客船のそれぞれの最終船は、三菱長崎造船所で建造されることとなった。このうち、神奈川級貨客船の最終船が「常陸丸」である。姉妹船は「神奈川丸」、「博多丸」、「河内丸」、「鎌倉丸」、「讃岐丸」。
当時の日本の造船業は小規模なもので遅れていた。日本政府は、造船工業育成のために1896年3月23日に造船奨励法を発布して造船業の発達を促したものの、発布してしばらくの間はあまり成果も上がらなかった。その原因としては、日本の当時の技術力が鋼船を建造するレベルに何とか到達したものの大型船の建造可能な施設がなかったことや、造船材料の調達が外国頼みであったことがある。そのような中で郵船が三菱長崎造船所に大型船の建造を依頼した詳しい経緯は不明であるが、郵船の依頼を受けるまでに三菱長崎造船所が建造した最大の船は、大阪商船が台湾航路に投入した貨客船「須磨丸」（1,592トン）であり、郵船が依頼した「常陸丸」は「須磨丸」の4倍の大きさであった。「わが造船史上空前の大仕事」に備え、三菱長崎造船所はイギリス人技術者を顧問として招聘し、一から設計したのでは間に合わないということでD・W・ヘンダーソン社から同型船の設計図を購入、同じ資材を注文して長崎に送る手はずを整えた。「常陸丸」は1896年12月21日に起工し、建造途中からは、同型船の建造状況視察のために渡英していた塩田泰介（のち三菱長崎造船所所長）が建造主任として建造を監督することとなった。
「常陸丸」の建造は順調に進み、1897年（明治30年）10月ごろに進水する計画が立てられた。ところが、思わぬ足かせが待ち受けていた。ロイド・レジスターから派遣されていた検査員が船体の検査にあたったあと、「リベットの打ち方が不完全である」と言った。塩田以下監督官が検査を行って、不完全だと思われる部分は打ち直すこととした。「わが造船史上空前の大仕事」ゆえに大型のリベット打ちに未熟な点があった可能性もあるが、ここで不思議なことが起こる。監督官の検査を終えてリベットを打ち直すたびに検査員は「不完全」と繰り返し、1898年（明治31年）1月にいたって「常陸丸」のロイド・レジスターへの登録を拒否すると言い出したのである。塩田は造船所所長の荘田平五郎に相談し、60万本を超すすべてのリベットのうち、塩田の判断で「不完全」と思われたものに関しては打ち直すことが決まった。これと並行して、三菱長崎造船所はロイド・レジスターに対して別の検査員を派遣するよう要請し、ロイド・レジスターは「不完全」と言った検査員を更迭して新たな検査員を派遣。新しい検査員による検査の結果、リベットに不完全なところがないと認められた。1898年4月16日、「常陸丸」は郵船の近藤廉平社長による命名を経て無事に進水、4か月後の8月16日に竣工した。
かくして「非常な犠牲」を払い「本邦造船史上に一新時代を画し」て竣工した「常陸丸」であったが、リベット問題で建造が遅延した影響は大であった。「常陸丸」に続く若狭丸級貨客船の最終船にあたる第2船が発注期限内に竣工することが絶望的となったため、本来の第2船として建造が予定されていた「信濃丸」（6,388トン）はD・W・ヘンダーソン社に建造が再発注する羽目となった。第2船は予備船として改めて発注され、「阿波丸 (初代)」（6,309トン）として建造された。郵船は工事遅延に関わる損害、契約期限遅滞による償金、第2船再発注による一切の諸経費の3つを三菱に求め、三菱側はこれら3つの経費をすべて支払った。「常陸丸」建造から約40年後の1939年（昭和14年）には、「常陸丸」建造時の騒動は以下のような思い出話として、1939年当時の世界情勢に絡められつつ語られている。
「常陸丸」は6年近く欧州航路に就航ののち、日露戦争勃発に際して1904年（明治37年）2月に日本陸軍御用船となって軍事輸送にあたり、1904年6月15日に玄界灘でロシア帝国海軍ウラジオストク巡洋艦隊の攻撃を受けて沈没した（常陸丸事件）。「常陸丸」の遺品は、艦隊の攻撃を受けて大破した輸送船「佐渡丸」（日本郵船、6,219トン）の乗組員が回収して排水作業に使用し、帰還後に三菱長崎造船所に形見として寄贈された甲板手桶のみであった。「常陸丸」の甲板手桶はのちに、「常陸丸」に殉じて切腹して果てた後備近衛歩兵第一連隊長須知源次郎中佐の縁者で海事史家の山高五郎が預かり、山高が「個人が私蔵して万一何かの不行届きがあっては申しわけない」という考えから本家の須知家を経て近衛歩兵第一連隊に寄贈されたが、1945年（昭和20年）の東京大空襲で連隊兵舎が焼失した際にともに焼失して現存せず、写真のみが残っている。
常陸丸の詳細な沈没場所は119年もの間、不明であったが、2023年（令和5年）5月にテレビ番組の企画でBS-TBSが調査したところ、海底遺跡化した常陸丸を発見し、テレビ映像として撮影することに成功した。